# UCI America Tour 2015
De UCI America Tour 2015 is de tiende uitgave van de UCI America Tour, een van de vijf continentale circuits op de wielerkalender 2015 van de UCI. Deze competitie liep van 9 januari 2015 tot en met 25 december 2015.

## Uitslagen belangrijkste wedstrijden
Zijn opgenomen in deze lijst: alle wedstrijden van de categorieën 2.HC, 2.1, 1.HC en 1.1.
| 1 | Fernando Gaviria |
| 2 | Daniel Díaz      |
| 3 | Fernando Gaviria |
| 4 | Daniel Díaz      |
| 5 | Adriano Malori   |
| 6 | Kléber Ramos     |
| 7 | Mark Cavendish   |

| 1 | Mark Cavendish     |
| 2 | Mark Cavendish     |
| 3 | Toms Skujiņš       |
| 4 | Peter Sagan        |
| 5 | Mark Cavendish     |
| 6 | Peter Sagan        |
| 7 | Julian Alaphilippe |
| 8 | Mark Cavendish     |

| 1 | Kiel Reijnen   |
| 2 | Jure Kocjan    |
| 3 | Logan Owen     |
| 4 | Eric Young     |
| 5 | Michael Woods  |
| 6 | Joe Dombrowski |
| 7 | Lachlan Norris |

| 1 | Taylor Phinney   |
| 2 | Brent Bookwalter |
| 3 | Kiel Reijnen     |
| 4 | Rohan Dennis     |
| 5 | Rohan Dennis     |
| 6 | Roman Kreuziger  |
| 7 | John Murphy      |

| 1 | Trek Factory Racing |
| 2 | Michael Matthews    |
| 3 | Tom-Jelte Slagter   |
| 4 | Tom-Jelte Slagter   |
| 5 | Lasse Norman Hansen |
| 6 | Nikias Arndt        |

## Eindklassementen
| Rang | Renner            | Punten |
| ---- | ----------------- | ------ |
| 1    | Toms Skujiņš      | 208,4  |
| 2    | Byron Guamá       | 198    |
| 3    | Michael Woods     | 179    |
| 4    | Daniel Díaz       | 158    |
| 5    | Óscar Sevilla     | 136,6  |
| 6    | William Chiarello | 135    |
| 7    | Miguel Ubeto      | 129    |
| 8    | Manuel Rodas      | 126    |
| 9    | Kiel Reijnen      | 124    |
| 10   | Josué González    | 118    |

| Rang | Ploegen                                    | Punten |
| ---- | ------------------------------------------ | ------ |
| 1    | Optum p/b Kelly Benefit Strategies         | 494    |
| 2    | Funvic-São José dos Campos                 | 481    |
| 3    | Hincapie Racing Team                       | 400    |
| 4    | UnitedHealthcare Professional Cycling Team | 343    |
| 5    | EPM-UNE-Área Metropolitana                 | 332,2  |
| 6    | Team SmartStop                             | 315    |
| 7    | Team Ecuador                               | 293    |
| 8    | Orgullo Antioqueño                         | 200    |
| 9    | Jamis-Hagens Berman                        | 190    |
| 9    | Silber Pro Cycling                         | 190    |

| Rang | Land             | Punten |
| ---- | ---------------- | ------ |
| 1    | Colombia         | 890,35 |
| 2    | Canada           | 850    |
| 3    | Argentinië       | 804    |
| 4    | Venezuela        | 688    |
| 5    | Verenigde Staten | 687    |
| 6    | Brazilië         | 571,5  |
| 7    | Costa Rica       | 551    |
| 8    | Ecuador          | 396    |
| 9    | Chili            | 327    |
| 10   | Mexico           | 256    |

 Ronde van San Luis ·
 Ronde van Californië ·
 Ronde van Utah ·
 USA Pro Challenge ·
 Ronde van Alberta
2005 · 
2006 · 
2007 · 
2008 · 
2009 · 
2010 · 
2011 · 
2012 · 
2013 ·
2014 ·
2015 ·
2016 ·
2017 · 
2018 ·
2019 ·
2020 ·
2021 ·
2022 ·
2023 ·
2024 ·
2025
Belangrijkste wedstrijden

Ronde van San Luis · Ronde van Californië · Ronde van Utah · USA Pro Challenge · Ronde van Alberta